# کلارک گربنر
 کلارک گربنر (انگلیسی: Clark Graebner؛ زاده ۴ نوامبر ۱۹۴۳) یک تنیس‌باز اهل ایالات متحده آمریکا است.